# Línia T2 (Tram'Bus)

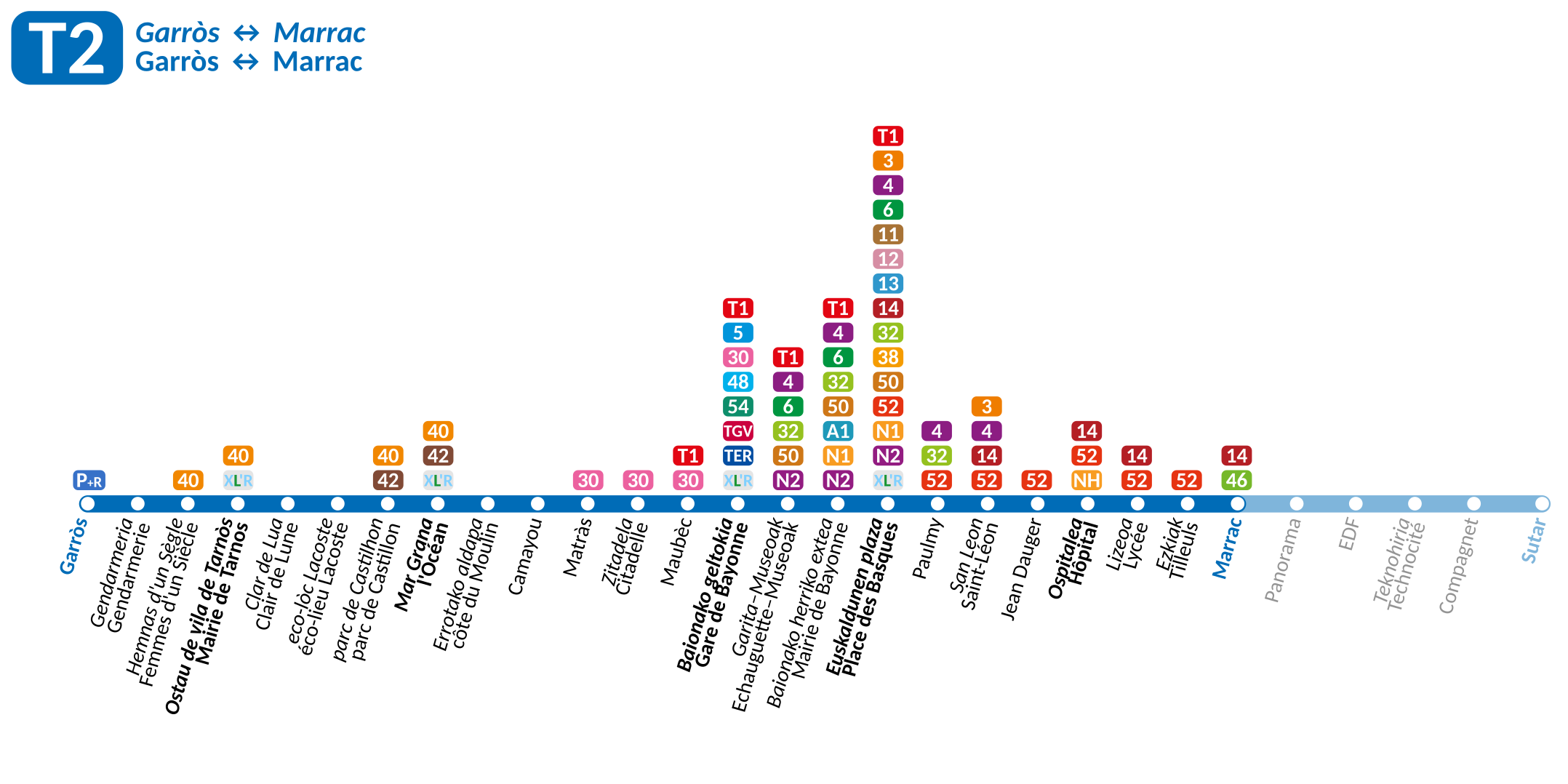
Mapa de la línia.

La línia T2 de Tram'Bus (estilitzat com ) és una de les dues línies d'autobús de trànsit ràpid de la xarxa Txik Txak. La línia compta amb 19 estacions i 11 quilomètres i uneix l'estació de Garròs, en el municipi de Tarnòs, amb l'estació de Marrac, en el municipi de Baiona.
Va ser inaugurada el 26 d'abril de 2021 entre les estacions de Garròs i Marrac.

## Història
La línia va estar en fase d'assaig entre el 8 de març i el 2 d'abril de 2021. En aquest tram, els vehicles circulaven per la via prevista, però sense permetre l'accés dels passatgers. Això va permetre als agents implicats en el projecte (Keolis, explotador; Euskal Hirigune Elkargoa, propietàri i Irizar, constructor) coordinar i resoldre els problemes que poguessin presentar-se abans del servei parcial previst per al 26 d'abril de 2021.
En el futur, la línia es prolongarà més enllà de Marrac cap a Basusarri. Es tracta d'un tram d'uns 2 quilòmetres que passaria per Teknohiria i la sortida 5 de l'autopista A63. Es preveu la seva obertura en 2023.